# Salvinorines

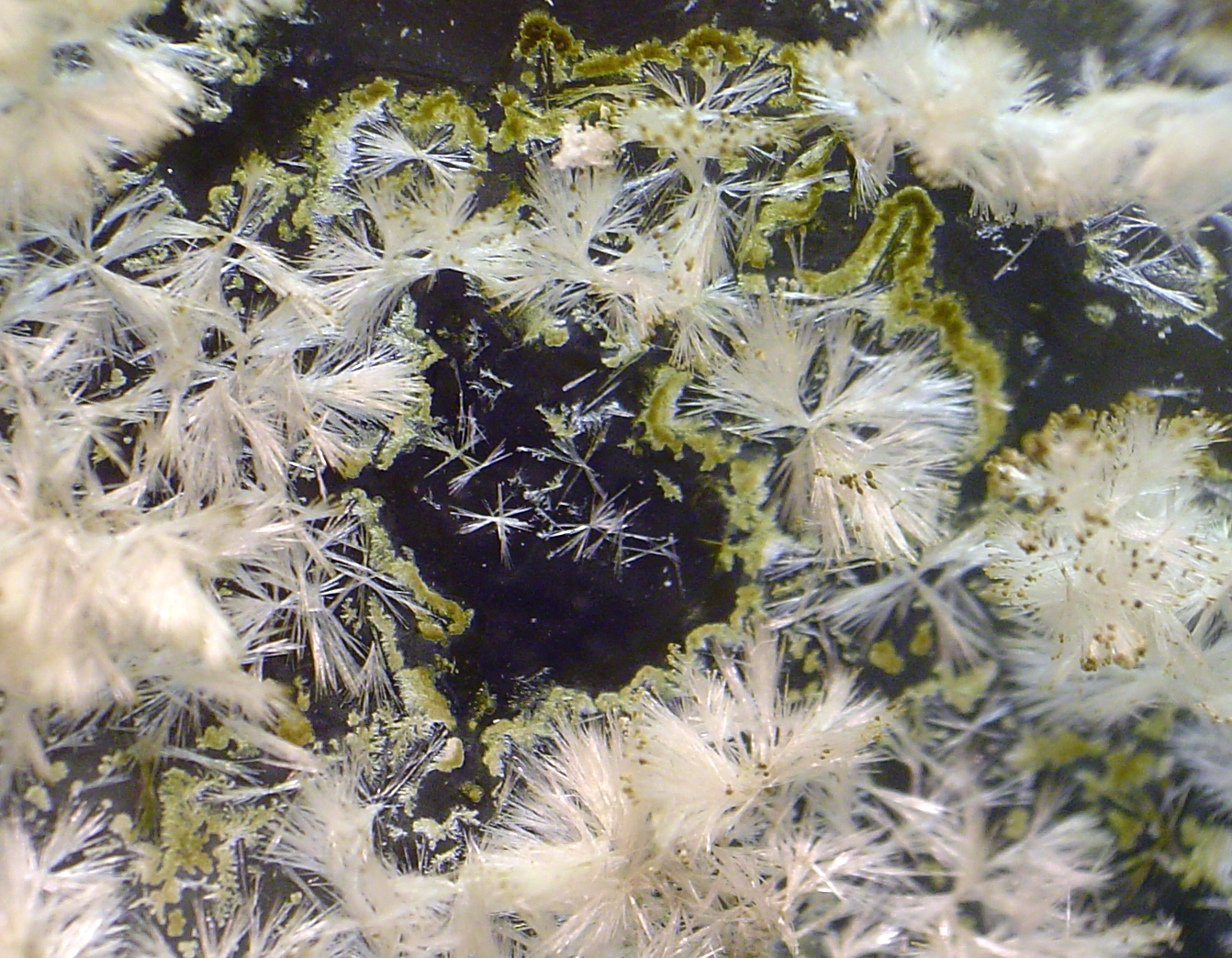
Cristaux de salvinorine, grossis 20X.

Les salvinorines sont un groupe de substances structurellement apparentées. La plus connue est la salvinorine A, mais l'on a décrit des salvinorines B, C, D, E, F. 
La salvinorine A semble être la seule salvinorine naturelle active. La salvinorine B est l'analogue désacétylé de la salvinorine A et n'a pas d'activité connue sur l'Homme. On a supposé que la salvinorine C pourrait être un peu plus puissante que la salvinorine A, mais des tests humains et des tests de liaison au récepteur n'ont pu le confirmer.
|  |  |

| Nom           | R1      | R²      | Structure | Activité |
| ------------- | ------- | ------- | --------- | -------- |
| Salvinorine A | -OCOCH3 | -       | 1         | active   |
| Salvinorine B | -OH     | -       | 1         | inactive |
| Salvinorine C | -OCOCH3 | -OCOCH3 | 2         | inactive |
| Salvinorine D | -OH     | -OCOCH3 | 2         | inactive |
| Salvinorine E | -OCOCH3 | -OH     | 2         | inactive |
| Salvinorine F | -H      | -OH     | 2         | inconnu  |